# Elezioni politiche in Italia del 1968 per circoscrizione (Camera dei deputati)
Le elezioni politiche in Italia del 1968 nelle circoscrizioni della Camera dei deputati videro i seguenti risultati.

## Risultati

### Circoscrizione Torino-Novara-Vercelli
| Liste                                            | Voti      | %     | Seggi |
| ------------------------------------------------ | --------- | ----- | ----- |
| Democrazia Cristiana                             | 654 726   | 33,16 | 11    |
| Partito Comunista Italiano                       | 562 081   | 28,47 | 10    |
| PSI-PSDI Unificati                               | 319 120   | 16,16 | 5     |
| Partito Liberale Italiano                        | 203 444   | 10,31 | 3     |
| Partito Socialista Italiano di Unità Proletaria  | 98 482    | 4,99  | 2     |
| Movimento Sociale Italiano                       | 49 886    | 2,53  | 1     |
| Socialdemocrazia                                 | 35 652    | 1,81  | –     |
| Partito Repubblicano Italiano                    | 24 535    | 1,24  | –     |
| Partito Democratico Italiano di Unità Monarchica | 22 310    | 1,13  | –     |
| Nuova Repubblica                                 | 3 979     | 0,20  | –     |
| Totale                                           | 1 974 215 | 100   | 32    |

### Circoscrizione Cuneo-Alessandria-Asti
| Liste                                            | Voti    | %     | Seggi |
| ------------------------------------------------ | ------- | ----- | ----- |
| Democrazia Cristiana                             | 375 072 | 45,00 | 7     |
| Partito Comunista Italiano                       | 169 644 | 20,35 | 3     |
| PSI-PSDI Unificati                               | 144 681 | 17,36 | 3     |
| Partito Liberale Italiano                        | 65 822  | 7,90  | 1     |
| Partito Socialista Italiano di Unità Proletaria  | 38 537  | 4,62  | 1     |
| Partito Repubblicano Italiano                    | 18 697  | 2,24  | –     |
| Movimento Sociale Italiano                       | 12 533  | 1,50  | –     |
| Partito Democratico Italiano di Unità Monarchica | 8 525   | 1,02  | –     |
| Totale                                           | 833 511 | 100   | 15    |

### Circoscrizione Genova-Imperia-La Spezia-Savona
| Liste                                            | Voti      | %     | Seggi |
| ------------------------------------------------ | --------- | ----- | ----- |
| Democrazia Cristiana                             | 410 302   | 33,28 | 8     |
| Partito Comunista Italiano                       | 381 346   | 30,93 | 7     |
| PSI-PSDI Unificati                               | 194 249   | 15,76 | 4     |
| Partito Liberale Italiano                        | 111 022   | 9,01  | 2     |
| Partito Socialista Italiano di Unità Proletaria  | 51 264    | 4,16  | 1     |
| Movimento Sociale Italiano                       | 37 118    | 3,01  | –     |
| Partito Repubblicano Italiano                    | 19 511    | 1,58  | –     |
| Socialdemocrazia                                 | 9 071     | 0,74  | –     |
| Partito Autonomo Pensionati d'Italia             | 8 478     | 0,69  | –     |
| Partito Democratico Italiano di Unità Monarchica | 8 354     | 0,68  | –     |
| Nuova Repubblica                                 | 2 093     | 0,17  | –     |
| Totale                                           | 1 232 808 | 100   | 22    |

### Circoscrizione Milano-Pavia
| Liste                                            | Voti      | %     | Seggi |
| ------------------------------------------------ | --------- | ----- | ----- |
| Democrazia Cristiana                             | 946 254   | 34,98 | 17    |
| Partito Comunista Italiano                       | 735 186   | 27,18 | 13    |
| PSI-PSDI Unificati                               | 480 336   | 17,76 | 8     |
| Partito Liberale Italiano                        | 256 551   | 9,48  | 4     |
| Partito Socialista Italiano di Unità Proletaria  | 115 740   | 4,28  | 2     |
| Movimento Sociale Italiano                       | 99 666    | 3,68  | 2     |
| Partito Repubblicano Italiano                    | 35 634    | 1,32  | 1     |
| Partito Democratico Italiano di Unità Monarchica | 20 076    | 0,74  | –     |
| Partito Monarchico Nazionale                     | 7 230     | 0,27  | –     |
| Nuova Repubblica                                 | 3 513     | 0,13  | –     |
| T Tecnica                                        | 3 158     | 0,12  | –     |
| Partito Radicale                                 | 1 540     | 0,06  | –     |
| Totale                                           | 2 704 884 | 100   | 47    |

### Circoscrizione Como-Sondrio-Varese
| Liste                                            | Voti    | %     | Seggi |
| ------------------------------------------------ | ------- | ----- | ----- |
| Democrazia Cristiana                             | 459 203 | 47,75 | 9     |
| PSI-PSDI Unificati                               | 175 527 | 18,25 | 3     |
| Partito Comunista Italiano                       | 160 172 | 16,66 | 3     |
| Partito Liberale Italiano                        | 66 950  | 6,96  | 1     |
| Partito Socialista Italiano di Unità Proletaria  | 58 864  | 6,12  | 1     |
| Movimento Sociale Italiano                       | 24 565  | 2,55  | –     |
| Partito Repubblicano Italiano                    | 7 268   | 0,76  | –     |
| Partito Democratico Italiano di Unità Monarchica | 7 056   | 0,73  | –     |
| Nuova Repubblica                                 | 2 079   | 0,22  | –     |
| Totale                                           | 961 684 | 100   | 17    |

### Circoscrizione Brescia-Bergamo
| Liste                                            | Voti      | %     | Seggi |
| ------------------------------------------------ | --------- | ----- | ----- |
| Democrazia Cristiana                             | 575 088   | 55,38 | 12    |
| Partito Comunista Italiano                       | 149 600   | 14,41 | 3     |
| PSI-PSDI Unificati                               | 138 934   | 13,38 | 3     |
| Partito Socialista Italiano di Unità Proletaria  | 64 302    | 6,19  | 1     |
| Partito Liberale Italiano                        | 61 931    | 5,96  | 1     |
| Movimento Sociale Italiano                       | 33 342    | 3,21  | –     |
| Partito Democratico Italiano di Unità Monarchica | 8 426     | 0,81  | –     |
| Partito Repubblicano Italiano                    | 5 798     | 0,56  | –     |
| Partito Popolare Sud Tirolese                    | 1 037     | 0,10  | –     |
| Totale                                           | 1 038 458 | 100   | 20    |

### Circoscrizione Mantova-Cremona
| Liste                                            | Voti    | %     | Seggi |
| ------------------------------------------------ | ------- | ----- | ----- |
| Democrazia Cristiana                             | 185 309 | 38,44 | 4     |
| Partito Comunista Italiano                       | 144 141 | 29,90 | 3     |
| PSI-PSDI Unificati                               | 82 783  | 17,17 | 2     |
| Partito Socialista Italiano di Unità Proletaria  | 25 541  | 5,30  | –     |
| Partito Liberale Italiano                        | 22 171  | 4,60  | –     |
| Movimento Sociale Italiano                       | 15 526  | 3,22  | –     |
| Partito Repubblicano Italiano                    | 3 598   | 0,75  | –     |
| Partito Democratico Italiano di Unità Monarchica | 3 057   | 0,63  | –     |
| Totale                                           | 482 126 | 100   | 9     |

### Circoscrizione Trento-Bolzano
| Liste                                            | Voti    | %     | Seggi |
| ------------------------------------------------ | ------- | ----- | ----- |
| Democrazia Cristiana                             | 188 829 | 38,01 | 4     |
| Partito Popolare Sud Tirolese                    | 149 118 | 30,02 | 3     |
| PSI-PSDI Unificati                               | 64 345  | 12,95 | 1     |
| Partito Comunista Italiano                       | 33 476  | 6,74  | 1     |
| Partito Liberale Italiano                        | 22 142  | 4,46  | –     |
| Movimento Sociale Italiano                       | 14 394  | 2,90  | –     |
| Partito Socialista Italiano di Unità Proletaria  | 12 746  | 2,57  | –     |
| Partito del Progresso Sociale del Sudtirolo      | 5 740   | 1,16  | –     |
| Partito Repubblicano Italiano                    | 3 961   | 0,80  | –     |
| Partito Democratico Italiano di Unità Monarchica | 1 984   | 0,40  | –     |
| Totale                                           | 496 735 | 100   | 9     |

### Circoscrizione Verona-Padova-Vicenza-Rovigo
| Liste                                            | Voti      | %     | Seggi |
| ------------------------------------------------ | --------- | ----- | ----- |
| Democrazia Cristiana                             | 829 959   | 56,74 | 17    |
| Partito Comunista Italiano                       | 222 979   | 15,25 | 4     |
| PSI-PSDI Unificati                               | 201 132   | 13,75 | 4     |
| Partito Liberale Italiano                        | 78 033    | 5,34  | 1     |
| Partito Socialista Italiano di Unità Proletaria  | 74 589    | 5,10  | 1     |
| Movimento Sociale Italiano                       | 38 757    | 2,65  | 1     |
| Partito Repubblicano Italiano                    | 10 213    | 0,70  | –     |
| Partito Democratico Italiano di Unità Monarchica | 6 958     | 0,48  | –     |
| Totale                                           | 1 462 620 | 100   | 28    |

### Circoscrizione Venezia-Treviso
| Liste                                            | Voti    | %     | Seggi |
| ------------------------------------------------ | ------- | ----- | ----- |
| Democrazia Cristiana                             | 413 574 | 47,15 | 9     |
| Partito Comunista Italiano                       | 172 011 | 19,61 | 4     |
| PSI-PSDI Unificati                               | 142 194 | 16,21 | 3     |
| Partito Socialista Italiano di Unità Proletaria  | 49 068  | 5,59  | 1     |
| Partito Liberale Italiano                        | 42 110  | 4,80  | 1     |
| Movimento Sociale Italiano                       | 21 836  | 2,49  | –     |
| Socialdemocrazia                                 | 11 716  | 1,34  | –     |
| Partito Autonomo Pensionati d'Italia             | 10 571  | 1,21  | –     |
| Partito Repubblicano Italiano                    | 9 014   | 1,03  | –     |
| Partito Democratico Italiano di Unità Monarchica | 4 005   | 0,46  | –     |
| Sacro Idealismo                                  | 1 126   | 0,13  | –     |
| Totale                                           | 877 225 | 100   | 18    |

### Circoscrizione Udine-Belluno-Gorizia-Pordenone
| Liste                                            | Voti    | %     | Seggi |
| ------------------------------------------------ | ------- | ----- | ----- |
| Democrazia Cristiana                             | 334 186 | 46,33 | 7     |
| PSI-PSDI Unificati                               | 156 380 | 21,68 | 3     |
| Partito Comunista Italiano                       | 123 725 | 17,15 | 3     |
| Partito Socialista Italiano di Unità Proletaria  | 33 979  | 4,71  | 1     |
| Partito Liberale Italiano                        | 32 802  | 4,55  | 1     |
| Movimento Sociale Italiano                       | 27 261  | 3,78  | –     |
| Partito Repubblicano Italiano                    | 7 181   | 1,00  | –     |
| Partito Democratico Italiano di Unità Monarchica | 5 750   | 0,80  | –     |
| Totale                                           | 721 264 | 100   | 15    |

### Circoscrizione Bologna-Ferrara-Ravenna-Forlì
| Liste                                            | Voti      | %     | Seggi |
| ------------------------------------------------ | --------- | ----- | ----- |
| Partito Comunista Italiano                       | 651 187   | 43,92 | 12    |
| Democrazia Cristiana                             | 359 091   | 24,22 | 6     |
| PSI-PSDI Unificati                               | 213 962   | 14,43 | 4     |
| Partito Repubblicano Italiano                    | 72 640    | 4,90  | 1     |
| Partito Socialista Italiano di Unità Proletaria  | 70 325    | 4,74  | 1     |
| Partito Liberale Italiano                        | 68 230    | 4,60  | 1     |
| Movimento Sociale Italiano                       | 38 007    | 2,56  | –     |
| Nuova Repubblica                                 | 4 682     | 0,32  | –     |
| Partito Democratico Italiano di Unità Monarchica | 4 542     | 0,31  | –     |
| Totale                                           | 1 482 666 | 100   | 25    |

### Circoscrizione Parma-Modena-Piacenza-Reggio nell'Emilia
| Liste                                            | Voti      | %     | Seggi |
| ------------------------------------------------ | --------- | ----- | ----- |
| Partito Comunista Italiano                       | 463 790   | 42,37 | 9     |
| Democrazia Cristiana                             | 328 453   | 30,00 | 6     |
| PSI-PSDI Unificati                               | 157 072   | 14,35 | 3     |
| Partito Socialista Italiano di Unità Proletaria  | 57 230    | 5,23  | 1     |
| Partito Liberale Italiano                        | 51 671    | 4,72  | 1     |
| Movimento Sociale Italiano                       | 24 572    | 2,24  | –     |
| Partito Repubblicano Italiano                    | 6 868     | 0,63  | –     |
| Partito Democratico Italiano di Unità Monarchica | 5 011     | 0,46  | –     |
| Totale                                           | 1 094 667 | 100   | 20    |

### Circoscrizione Firenze-Pistoia
| Liste                                            | Voti    | %     | Seggi |
| ------------------------------------------------ | ------- | ----- | ----- |
| Partito Comunista Italiano                       | 398 417 | 43,83 | 8     |
| Democrazia Cristiana                             | 274 586 | 30,20 | 5     |
| PSI-PSDI Unificati                               | 118 848 | 13,07 | 2     |
| Partito Liberale Italiano                        | 43 077  | 4,74  | 1     |
| Partito Socialista Italiano di Unità Proletaria  | 37 032  | 4,07  | –     |
| Movimento Sociale Italiano                       | 25 888  | 2,85  | –     |
| Partito Repubblicano Italiano                    | 7 764   | 0,85  | –     |
| Partito Democratico Italiano di Unità Monarchica | 3 468   | 0,38  | –     |
| Totale                                           | 909 080 | 100   | 16    |

### Circoscrizione Pisa-Livorno-Lucca-Massa Carrara
| Liste                                            | Voti    | %     | Seggi |
| ------------------------------------------------ | ------- | ----- | ----- |
| Partito Comunista Italiano                       | 296 343 | 34,93 | 6     |
| Democrazia Cristiana                             | 282 333 | 33,28 | 5     |
| PSI-PSDI Unificati                               | 127 295 | 15,00 | 2     |
| Partito Socialista Italiano di Unità Proletaria  | 46 101  | 5,43  | 1     |
| Movimento Sociale Italiano                       | 36 646  | 4,32  | 1     |
| Partito Liberale Italiano                        | 29 978  | 3,53  | –     |
| Partito Repubblicano Italiano                    | 22 447  | 2,65  | –     |
| Partito Democratico Italiano di Unità Monarchica | 4 086   | 0,48  | –     |
| Nuova Repubblica                                 | 3 184   | 0,38  | –     |
| Totale                                           | 848 413 | 100   | 15    |

### Circoscrizione Siena-Arezzo-Grosseto
| Liste                                           | Voti    | %     | Seggi |
| ----------------------------------------------- | ------- | ----- | ----- |
| Partito Comunista Italiano                      | 244 275 | 45,73 | 5     |
| Democrazia Cristiana                            | 149 412 | 27,97 | 3     |
| PSI-PSDI Unificati                              | 67 755  | 12,68 | 1     |
| Partito Socialista Italiano di Unità Proletaria | 26 235  | 4,91  | –     |
| Movimento Sociale Italiano                      | 17 698  | 3,31  | –     |
| Partito Liberale Italiano                       | 15 474  | 2,90  | –     |
| Partito Repubblicano Italiano                   | 11 147  | 2,09  | –     |
| Nuova Repubblica                                | 2 192   | 0,41  | –     |
| Totale                                          | 534 188 | 100   | 9     |

### Circoscrizione Ancona-Pesaro-Macerata-Ascoli Piceno
| Liste                                            | Voti    | %     | Seggi |
| ------------------------------------------------ | ------- | ----- | ----- |
| Democrazia Cristiana                             | 341 115 | 39,37 | 7     |
| Partito Comunista Italiano                       | 279 205 | 32,23 | 6     |
| PSI-PSDI Unificati                               | 111 634 | 12,89 | 2     |
| Partito Socialista Italiano di Unità Proletaria  | 40 163  | 4,64  | 1     |
| Partito Liberale Italiano                        | 30 961  | 3,57  | –     |
| Movimento Sociale Italiano                       | 29 847  | 3,45  | –     |
| Partito Repubblicano Italiano                    | 27 475  | 3,17  | 1     |
| Partito Democratico Italiano di Unità Monarchica | 3 147   | 0,36  | –     |
| Nuova Repubblica                                 | 2 836   | 0,33  | –     |
| Totale                                           | 866 383 | 100   | 17    |

### Circoscrizione Perugia-Terni-Rieti
| Liste                                            | Voti    | %     | Seggi |
| ------------------------------------------------ | ------- | ----- | ----- |
| Partito Comunista Italiano                       | 238 646 | 39,25 | 5     |
| Democrazia Cristiana                             | 192 252 | 31,62 | 4     |
| PSI-PSDI Unificati                               | 77 291  | 12,71 | 2     |
| Movimento Sociale Italiano                       | 34 220  | 5,63  | 1     |
| Partito Socialista Italiano di Unità Proletaria  | 32 537  | 5,35  | 1     |
| Partito Liberale Italiano                        | 16 223  | 2,67  | –     |
| Partito Repubblicano Italiano                    | 13 961  | 2,30  | –     |
| Partito Democratico Italiano di Unità Monarchica | 2 863   | 0,47  | –     |
| Totale                                           | 607 993 | 100   | 13    |

### Circoscrizione Roma-Viterbo-Latina-Frosinone
| Liste                                            | Voti      | %     | Seggi |
| ------------------------------------------------ | --------- | ----- | ----- |
| Democrazia Cristiana                             | 888 245   | 34,43 | 17    |
| Partito Comunista Italiano                       | 713 319   | 27,65 | 13    |
| PSI-PSDI Unificati                               | 333 444   | 12,93 | 6     |
| Movimento Sociale Italiano                       | 213 177   | 8,26  | 4     |
| Partito Liberale Italiano                        | 198 194   | 7,68  | 4     |
| Partito Socialista Italiano di Unità Proletaria  | 80 992    | 3,14  | 1     |
| Partito Repubblicano Italiano                    | 62 768    | 2,43  | 1     |
| Partito Democratico Italiano di Unità Monarchica | 50 454    | 1,96  | 1     |
| Socialdemocrazia                                 | 18 441    | 0,71  | –     |
| Partito Monarchico Nazionale                     | 6 966     | 0,27  | –     |
| Nuova Repubblica                                 | 4 761     | 0,18  | –     |
| Partito Ordine Economico                         | 3 013     | 0,12  | –     |
| Partito Democratico Progressista                 | 2 208     | 0,09  | –     |
| Partito Comunista Rivoluzionario                 | 1 249     | 0,05  | –     |
| Riscossa Popolare                                | 1 196     | 0,05  | –     |
| Raggruppamento Italico                           | 1 135     | 0,04  | –     |
| Totale                                           | 2 579 562 | 100   | 47    |

### Circoscrizione L'Aquila-Pescara-Chieti-Teramo
| Liste                                            | Voti    | %     | Seggi |
| ------------------------------------------------ | ------- | ----- | ----- |
| Democrazia Cristiana                             | 333 828 | 48,70 | 8     |
| Partito Comunista Italiano                       | 174 403 | 25,44 | 4     |
| PSI-PSDI Unificati                               | 79 168  | 11,55 | 2     |
| Movimento Sociale Italiano                       | 34 223  | 4,99  | 1     |
| Partito Socialista Italiano di Unità Proletaria  | 23 416  | 3,42  | –     |
| Partito Liberale Italiano                        | 20 955  | 3,06  | –     |
| Partito Repubblicano Italiano                    | 12 639  | 1,84  | –     |
| Partito Democratico Italiano di Unità Monarchica | 4 551   | 0,66  | –     |
| Partito Progressista Unsipo                      | 1 068   | 0,16  | –     |
| Raggruppamento Italico                           | 672     | 0,10  | –     |
| Partito Comunista Rivoluzionario                 | 549     | 0,08  | –     |
| Totale                                           | 685 472 | 100   | 15    |

### Circoscrizione Campobasso-Isernia
| Liste                                             | Voti    | %     | Seggi |
| ------------------------------------------------- | ------- | ----- | ----- |
| Democrazia Cristiana                              | 91 165  | 49,94 | 3     |
| Partito Comunista Italiano                        | 33 005  | 18,08 | 1     |
| PSI-PSDI Unificati                                | 28 635  | 15,69 | 1     |
| Partito Liberale Italiano                         | 9 945   | 5,45  | –     |
| Movimento Sociale Italiano                        | 7 190   | 3,94  | –     |
| Partito Socialista Italiano di Unità Proletaria   | 4 511   | 2,47  | –     |
| Nuova Repubblica                                  | 3 155   | 1,73  | –     |
| Partito Repubblicano Italiano                     | 2 363   | 1,29  | –     |
| Partito Agricoltori                               | 2 061   | 1,13  | –     |
| Partito Nazionale Mutilati e Combattenti d'Italia | 524     | 0,29  | –     |
| Totale                                            | 182 554 | 100   | 5     |

### Circoscrizione Napoli-Caserta
| Liste                                            | Voti      | %     | Seggi |
| ------------------------------------------------ | --------- | ----- | ----- |
| Democrazia Cristiana                             | 633 444   | 37,29 | 15    |
| Partito Comunista Italiano                       | 444 574   | 26,17 | 10    |
| PSI-PSDI Unificati                               | 205 757   | 12,11 | 5     |
| Movimento Sociale Italiano                       | 120 201   | 7,08  | 3     |
| Partito Democratico Italiano di Unità Monarchica | 90 316    | 5,32  | 2     |
| Partito Liberale Italiano                        | 70 956    | 4,18  | 1     |
| Partito Socialista Italiano di Unità Proletaria  | 56 060    | 3,30  | 1     |
| Partito Repubblicano Italiano                    | 40 217    | 2,37  | 1     |
| Socialdemocrazia                                 | 12 873    | 0,76  | –     |
| Partito Autonomo Pensionati d'Italia             | 8 296     | 0,49  | –     |
| Movimento Socialista                             | 6 551     | 0,39  | –     |
| Nuova Repubblica                                 | 5 697     | 0,34  | –     |
| Unione Nazionale di Salute Pubblica              | 3 697     | 0,22  | –     |
| Totale                                           | 1 698 639 | 100   | 38    |

### Circoscrizione Benevento-Avellino-Salerno
| Liste                                            | Voti    | %     | Seggi |
| ------------------------------------------------ | ------- | ----- | ----- |
| Democrazia Cristiana                             | 386 306 | 43,29 | 10    |
| Partito Comunista Italiano                       | 159 152 | 17,83 | 4     |
| PSI-PSDI Unificati                               | 136 417 | 15,29 | 3     |
| Movimento Sociale Italiano                       | 61 444  | 6,89  | 1     |
| Partito Liberale Italiano                        | 44 965  | 5,04  | 1     |
| Partito Socialista Italiano di Unità Proletaria  | 38 277  | 4,29  | 1     |
| Partito Democratico Italiano di Unità Monarchica | 35 113  | 3,93  | 1     |
| Partito Repubblicano Italiano                    | 20 741  | 2,32  | –     |
| Partito Autonomo Pensionati d'Italia             | 6 077   | 0,68  | –     |
| Socialdemocrazia                                 | 3 930   | 0,44  | –     |
| Totale                                           | 892 422 | 100   | 21    |

### Circoscrizione Bari-Foggia
| Liste                                            | Voti      | %     | Seggi |
| ------------------------------------------------ | --------- | ----- | ----- |
| Democrazia Cristiana                             | 458 900   | 43,80 | 11    |
| Partito Comunista Italiano                       | 307 908   | 29,39 | 7     |
| PSI-PSDI Unificati                               | 135 634   | 12,95 | 3     |
| Movimento Sociale Italiano                       | 55 665    | 5,31  | 1     |
| Partito Liberale Italiano                        | 30 497    | 2,91  | 1     |
| Partito Socialista Italiano di Unità Proletaria  | 29 620    | 2,83  | –     |
| Partito Democratico Italiano di Unità Monarchica | 16 400    | 1,57  | –     |
| Partito Repubblicano Italiano                    | 10 255    | 0,98  | –     |
| Partito Monarchico Nazionale                     | 2 723     | 0,26  | –     |
| Totale                                           | 1 047 602 | 100   | 23    |

### Circoscrizione Lecce-Brindisi-Taranto
| Liste                                            | Voti    | %     | Seggi |
| ------------------------------------------------ | ------- | ----- | ----- |
| Democrazia Cristiana                             | 377 374 | 44,72 | 9     |
| Partito Comunista Italiano                       | 206 587 | 24,48 | 5     |
| PSI-PSDI Unificati                               | 107 739 | 12,77 | 2     |
| Movimento Sociale Italiano                       | 69 724  | 8,26  | 2     |
| Partito Liberale Italiano                        | 28 633  | 3,39  | 1     |
| Partito Socialista Italiano di Unità Proletaria  | 25 072  | 2,97  | –     |
| Partito Repubblicano Italiano                    | 16 373  | 1,94  | –     |
| Partito Democratico Italiano di Unità Monarchica | 8 964   | 1,06  | –     |
| Socialdemocrazia                                 | 3 422   | 0,41  | –     |
| Totale                                           | 843 888 | 100   | 19    |

### Circoscrizione Potenza-Matera
| Liste                                            | Voti    | %     | Seggi |
| ------------------------------------------------ | ------- | ----- | ----- |
| Democrazia Cristiana                             | 158 071 | 48,84 | 5     |
| Partito Comunista Italiano                       | 84 480  | 26,10 | 2     |
| PSI-PSDI Unificati                               | 45 979  | 14,21 | 1     |
| Movimento Sociale Italiano                       | 10 886  | 3,36  | –     |
| Partito Liberale Italiano                        | 9 907   | 3,06  | –     |
| Partito Socialista Italiano di Unità Proletaria  | 9 180   | 2,84  | –     |
| Partito Democratico Italiano di Unità Monarchica | 2 675   | 0,83  | –     |
| Partito Repubblicano Italiano                    | 2 456   | 0,76  | –     |
| Totale                                           | 323 634 | 100   | 8     |

### Circoscrizione Catanzaro-Cosenza-Reggio Calabria
| Liste                                            | Voti    | %     | Seggi |
| ------------------------------------------------ | ------- | ----- | ----- |
| Democrazia Cristiana                             | 410 367 | 41,93 | 11    |
| Partito Comunista Italiano                       | 233 419 | 23,85 | 6     |
| PSI-PSDI Unificati                               | 174 548 | 17,83 | 5     |
| Movimento Sociale Italiano                       | 53 152  | 5,43  | 1     |
| Partito Socialista Italiano di Unità Proletaria  | 43 157  | 4,41  | 1     |
| Partito Liberale Italiano                        | 25 743  | 2,63  | 1     |
| Partito Repubblicano Italiano                    | 23 915  | 2,44  | 1     |
| Partito Democratico Italiano di Unità Monarchica | 6 433   | 0,66  | –     |
| Socialdemocrazia                                 | 5 107   | 0,52  | –     |
| Nuova Repubblica                                 | 2 880   | 0,29  | –     |
| Totale                                           | 978 721 | 100   | 26    |

### Circoscrizione Catania-Messina-Siracusa-Ragusa-Enna
| Liste                                            | Voti      | %     | Seggi |
| ------------------------------------------------ | --------- | ----- | ----- |
| Democrazia Cristiana                             | 509 634   | 40,36 | 13    |
| Partito Comunista Italiano                       | 279 622   | 22,15 | 7     |
| PSI-PSDI Unificati                               | 138 521   | 10,97 | 3     |
| Movimento Sociale Italiano                       | 89 643    | 7,10  | 2     |
| Partito Liberale Italiano                        | 84 668    | 6,71  | 2     |
| Partito Socialista Italiano di Unità Proletaria  | 64 972    | 5,15  | 1     |
| Partito Repubblicano Italiano                    | 49 761    | 3,94  | 1     |
| Partito Democratico Italiano di Unità Monarchica | 26 190    | 2,07  | –     |
| Nuova Repubblica                                 | 9 377     | 0,74  | –     |
| Partito Autonomo Pensionati d'Italia             | 8 294     | 0,66  | –     |
| Partito Monarchico Nazionale                     | 1 964     | 0,16  | –     |
| Totale                                           | 1 262 646 | 100   | 29    |

### Circoscrizione Palermo-Trapani-Agrigento-Caltanissetta
| Liste                                            | Voti      | %     | Seggi |
| ------------------------------------------------ | --------- | ----- | ----- |
| Democrazia Cristiana                             | 458 640   | 40,52 | 12    |
| Partito Comunista Italiano                       | 258 559   | 22,84 | 7     |
| PSI-PSDI Unificati                               | 137 629   | 12,16 | 3     |
| Movimento Sociale Italiano                       | 67 036    | 5,92  | 2     |
| Partito Socialista Italiano di Unità Proletaria  | 60 647    | 5,36  | 1     |
| Partito Repubblicano Italiano                    | 57 595    | 5,09  | 2     |
| Partito Liberale Italiano                        | 52 150    | 4,61  | 1     |
| Partito Democratico Italiano di Unità Monarchica | 27 425    | 2,42  | 1     |
| Nuova Repubblica                                 | 12 255    | 1,08  | –     |
| Totale                                           | 1 131 936 | 100   | 29    |

### Circoscrizione Cagliari-Sassari-Nuoro-Oristano
| Liste                                            | Voti    | %     | Seggi |
| ------------------------------------------------ | ------- | ----- | ----- |
| Democrazia Cristiana                             | 324 063 | 42,92 | 8     |
| Partito Comunista Italiano                       | 178 663 | 23,67 | 5     |
| PSI-PSDI Unificati                               | 81 062  | 10,74 | 2     |
| Partito Socialista Italiano di Unità Proletaria  | 40 614  | 5,38  | 1     |
| Partito Liberale Italiano                        | 33 386  | 4,42  | 1     |
| Movimento Sociale Italiano                       | 29 872  | 3,96  | 1     |
| Partito Sardo d'Azione                           | 27 228  | 3,61  | –     |
| Partito Democratico Italiano di Unità Monarchica | 25 108  | 3,33  | 1     |
| Partito Repubblicano Italiano                    | 14 960  | 1,98  | –     |
| Totale                                           | 754 956 | 100   | 19    |

### Circoscrizione Valle d'Aosta
| Liste                | Voti   | %     | Seggi |
| -------------------- | ------ | ----- | ----- |
| Democrazia Cristiana | 34 381 | 52,14 | 1     |
| Union Valdôtaine     | 31 557 | 47,86 | –     |
| Totale               | 65 938 | 100   | 1     |

### Circoscrizione Trieste
| Liste                                            | Voti    | %     | Seggi |
| ------------------------------------------------ | ------- | ----- | ----- |
| Democrazia Cristiana                             | 73 686  | 34,51 | 2     |
| Partito Comunista Italiano                       | 51 432  | 24,09 | 1     |
| PSI-PSDI Unificati                               | 25 121  | 11,76 | –     |
| Partito Liberale Italiano                        | 22 059  | 10,33 | –     |
| Movimento Sociale Italiano                       | 20 061  | 9,39  | –     |
| Unione Slovena                                   | 6 142   | 2,88  | –     |
| Partito Socialista Italiano di Unità Proletaria  | 5 444   | 2,55  | –     |
| Partito Repubblicano Italiano                    | 4 778   | 2,24  | –     |
| Partito Popolare Sud Tirolese                    | 2 836   | 1,33  | –     |
| Partito Democratico Italiano di Unità Monarchica | 1 260   | 0,59  | –     |
| Nuova Repubblica                                 | 719     | 0,34  | –     |
| Totale                                           | 213 538 | 100   | 3     |